# معركة خط دروكورت كيويانت
معركة خط دروكورت كيويانت (بالإنجليزية: Battle of Drocourt-Quéant Line)‏ هي مجموعة من الخطوط الدفاعية التي قامت بها القوات الألمانية بين القريتين الفرنسيتين كيويانت ودروكورت خلال الحرب العالمية الأولى. كان هذا جزءًا من القسم الشمالي لخط هيندنبيرغ، تخلل هذا النظام الدفاعي الألماني إلى شمال فرنسا.
وقد تعرض للهجوم والاستيلاء من قبل القوات الكندية والبريطانية في الأشهر الأخيرة من الحرب كجزء من حملة المئة يوم الهجومية الناجحة التي شنتها كندا والتي ساعدت في إنهاء الحرب.

## الوصف
كان خط دروكورت كيويانت (يُشار إليه أيضًا باسم مفتاح دروكورت كيويانت) يمتد بين مدينتي دروكورت وكوواين الفرنسيتين وكان جزءًا من نظام دفاعي يمتد من نقطة داخل خط هيندنبورغ، على بعد أحد عشر ميلاً غرب كامبراي، شمالًا إلى مسافة سبعة أميال غرب دويه وينتهي على طول الجبهة الشرقية لأرمينتيير. كان خط دروكورت كيويانت نظامًا عميقًا وتضمن عددًا من خطوط الدفاع الداعمة لبعضها البعض. يتكون النظام من نظام خط أمامي ونظام خط دعم، يتكون كل منهما من خطين من الخنادق. يتضمن النظام العديد من التحصينات بما في ذلك المخابئ الخرسانية وأعمدة المدافع الرشاشة والأحزمة الثقيلة من الأسلاك الشائكة.